# Ivan Asen Point

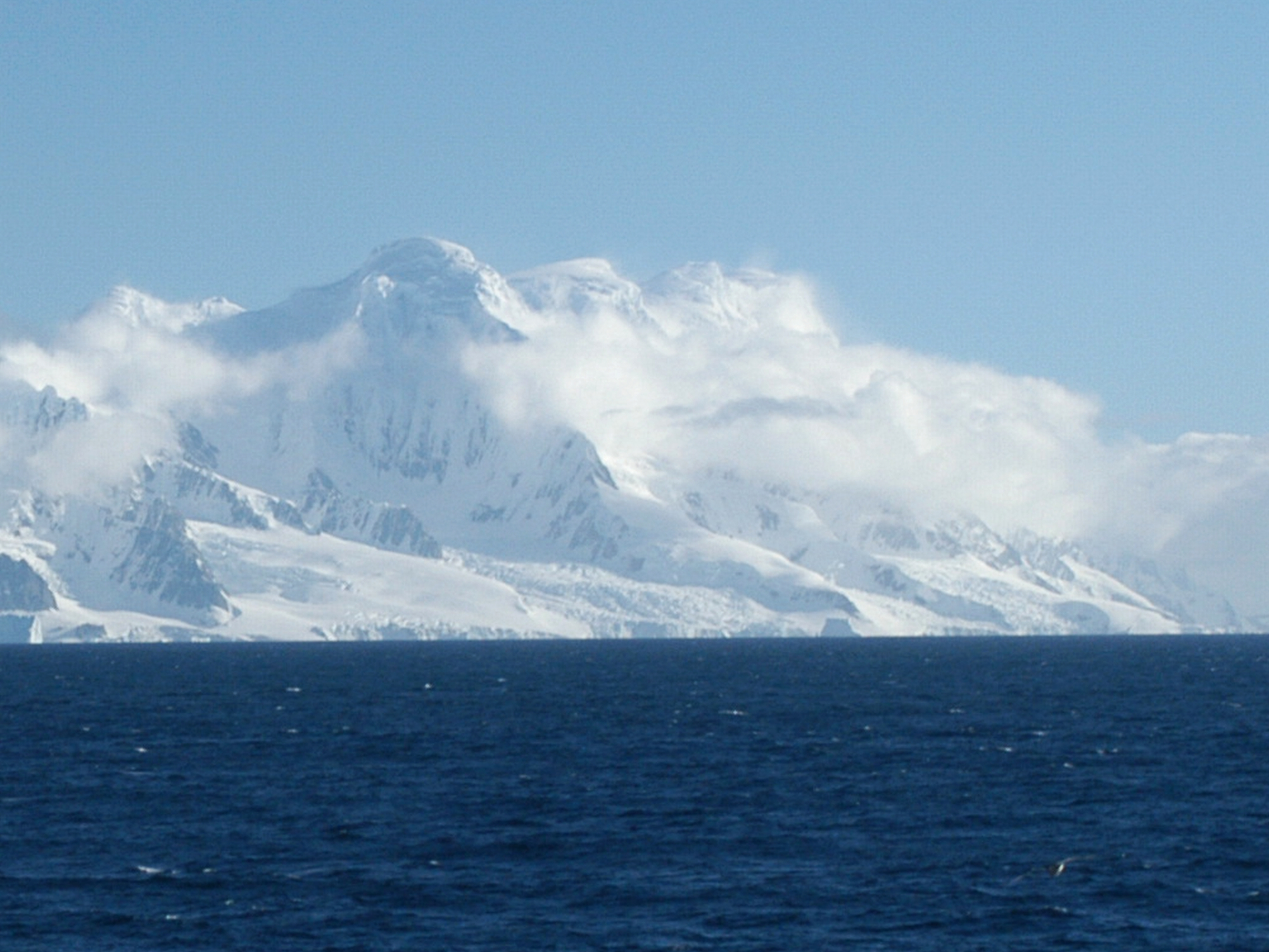
Ivan Asen Point e l'adiacente Ivan Asen Cove sormontate dal Monte Foster, viste dallo Stretto Osmar.

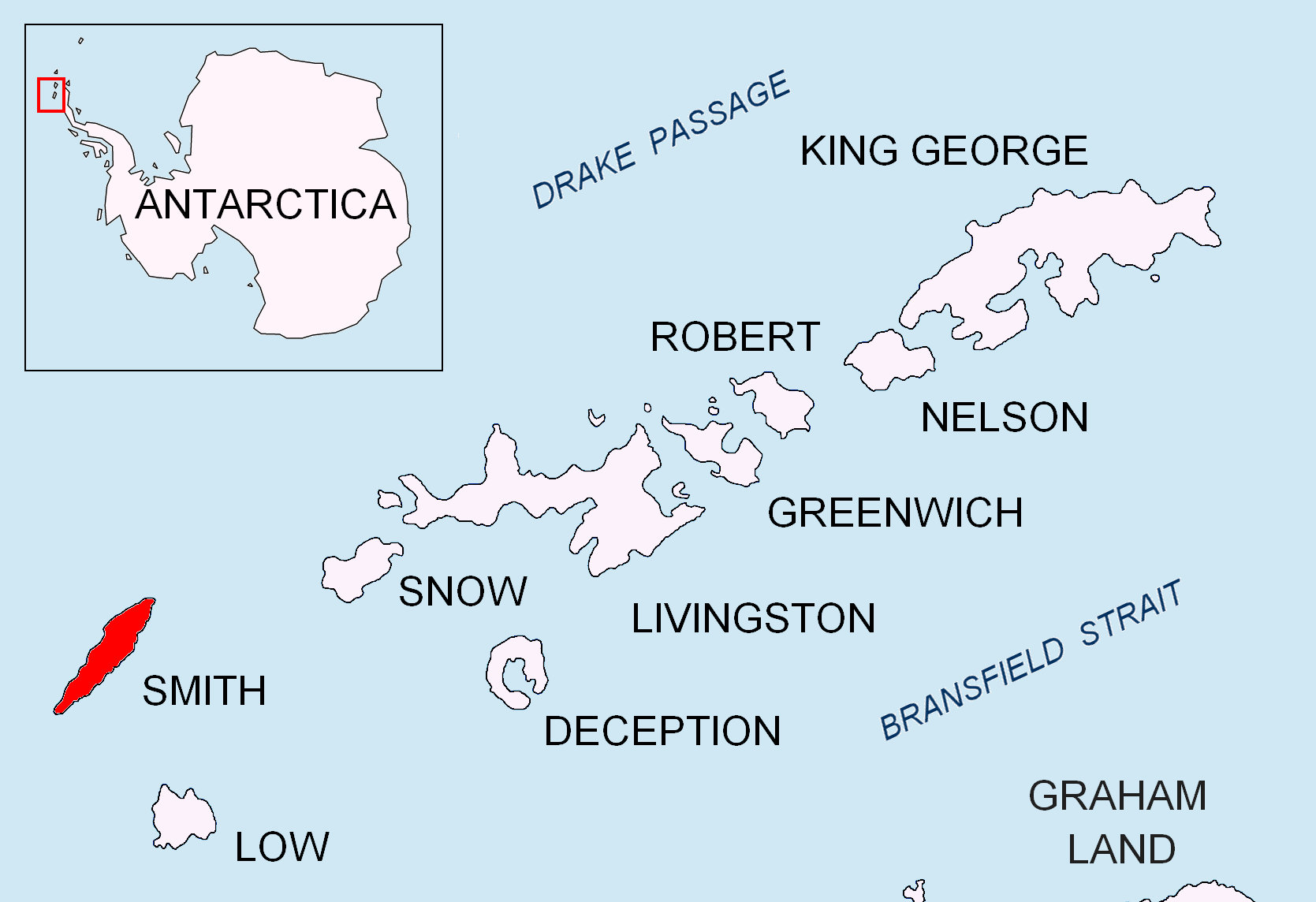
Localizzazione dell'Isola Smith, nelle Isole Shetland Meridionali.

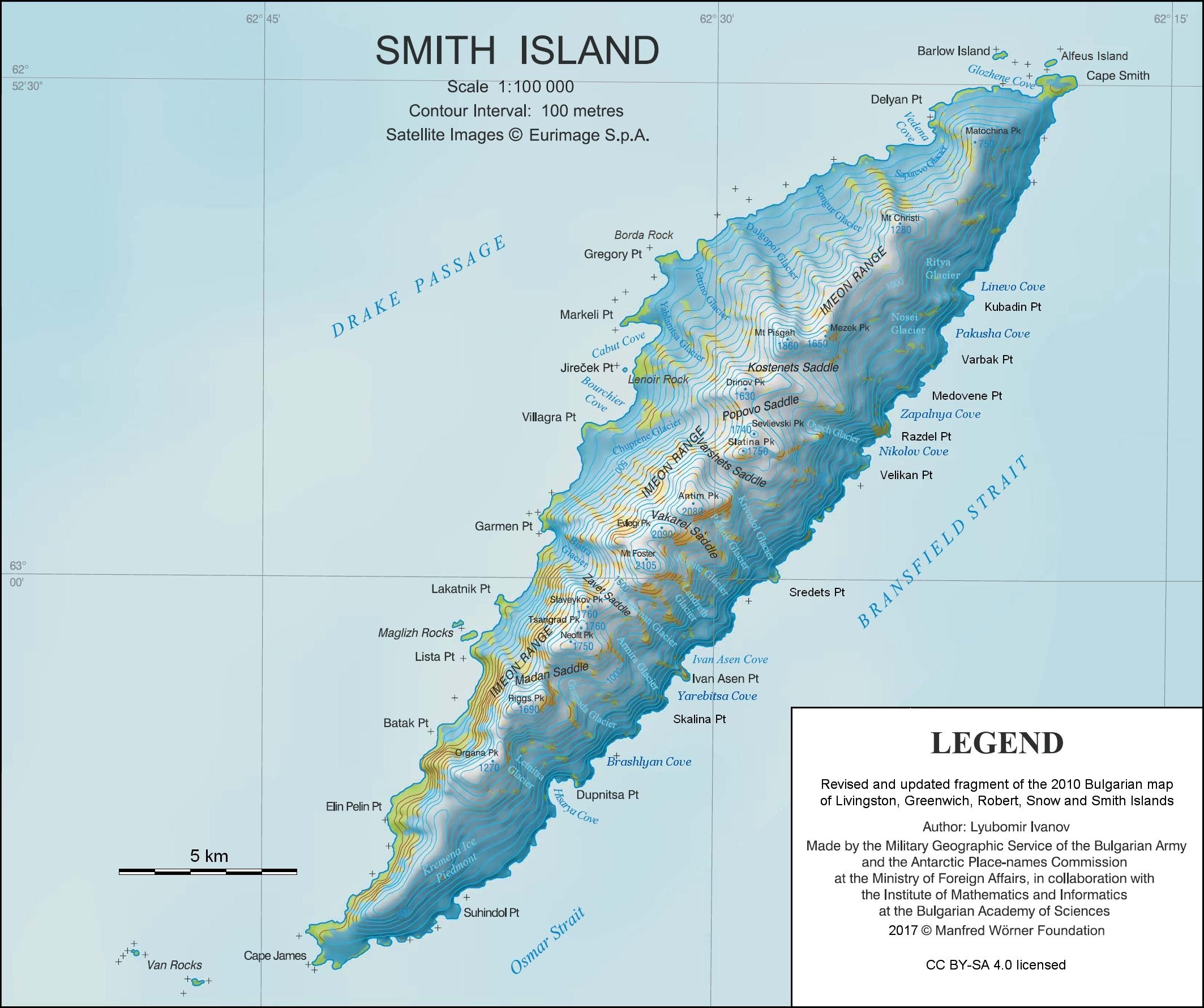
Mappa topografica dell'Isola Smith. Ivan Asen Point si trova nella parte centrale dell'immagine, sulla costa orientale dell'isola.

Ivan Asen Point (in lingua bulgara: нос Иван Асен, Nos Ivan Asen) è una stretta punta rocciosa situata nella costa sudorientale dell'Isola Smith, nelle Isole Shetland Meridionali, in Antartide.

## Caratteristiche
Si protende per circa 680 m nello Stretto Osmar. Forma il lato sudoccidentale dell'entrata alla Ivan Asen Cove e il lato nordorientale dell'entrata alla Yarebitsa Cove; separa i termini del Ghiacciaio Dragoman a nord e del Ghiacciaio Armira a sud.

## Localizzazione
Ivan Asen Point è localizzata alle coordinate 63°01′43″S 62°31′09″W; è situata 12,5 km a nordest di Capo James, e 20,5 km a sudovest di Capo Smith, 3,8 km a sud-sudest della cima più alta dell'isola, il Monte Foster (2105 m) e 3,45 km a sudest dello Slaveykov Peak.
Mappatura preliminare bulgara nel 2009.

## Denominazione
La denominazione è stata assegnata dalla Commissione bulgara per i toponimi antartici in onore dello zar Ivan Asen II di Bulgaria, 1218-1241.

## Mappe
- Chart of South Shetland including Coronation Island, &c. from the exploration of the sloop Dove in the years 1821 and 1822 by George Powell Commander of the same. Scale ca. 1:200000. London: Laurie, 1822.
- L.L. Ivanov. Antarctica: Livingston Island and Greenwich, Robert, Snow and Smith Islands. Scale 1:120000 topographic map. Troyan: Manfred Wörner Foundation, 2010. ISBN 978-954-92032-9-5 (First edition 2009. ISBN 978-954-92032-6-4)
- South Shetland Islands: Smith and Low Islands. Scale 1:150000 topographic map No. 13677. British Antarctic Survey, 2009.
- Antarctic Digital Database (ADD). Scale 1:250000 topographic map of Antarctica. Scientific Committee on Antarctic Research (SCAR). Since 1993, regularly upgraded and updated.
- L.L. Ivanov. Antarctica: Livingston Island and Smith Island. Scale 1:100000 topographic map. Manfred Wörner Foundation, 2017. ISBN 978-619-90008-3-0